# Quake Live
Quake Live (zkráceně QL, původně vyvíjená pod názvem Quake Zero) je FPS hra vyvíjená společností id Software. QL je založený na hře Quake 3, avšak na rozdíl od svého předchůdce se hraje výhradně přes webový prohlížeč. Hru je možné zakoupit přes platformu Steam za cenu 10 eur. Hra byla modifikována tak, aby k jejímu hraní již nebylo potřeba tolik zkušeností a cviku. Stala se tak poměrně průměrnou střílečkou. Přístupné veřejnosti však není provozování herních serverů. Ty provozuje pouze id Software.

## Technologie a grafika
Hra běží na nové verzi Id Tech 3 enginu.
Bylo zde provedeno pár vylepšení, co se týče grafiky:
- nový HUD, nyní i s grafickým zobrazením zbývající hodnoty života a brnění
- nové písmo použité na popisky, jména hráčů nebo události v aréně
- použity nově i PNG obrázky (odpadá nutnost aktivovat průhlednost shaderů)
- možnost použití textur s vysokým rozlišením

## Herní výbava a způsob hry
Hra je vesměs stejná jako klasická Quake III Arena. Způsob hry je velmi jednoduchý. Spočívá v neustálém pohybu a střílení do protivníků ve snaze získat bod, neboli frag. Existují zde i speciální ocenění za tyto události:
- Excellent - dvojitý frag.
- Frags - každý 100. frag.
- Impressive - trefa Railgunem dvakrát po sobě.
- Humilination - frag Gauntletem.

### Herní módy
Seznam podporovaných herních módů:
- Duel nebo také Tournament (Tourney)
  - Hra na principu „každý s každým“. Obvykle spolu hrají dva hráči, ostatní se jen dívají jako tzv. spectators (diváci)
- Free For All nebo Deathmatch (FFA / DM)
  - Aneb „všichni proti všem“. Hra je postavena na bezhlavém střílení do postaviček běhajících kolem za snahy získat frag.
- Team Deathmatch (TDM)
  - Stejné jako Deathmatch, ale s tím rozdílem, že proti sobě stojí dva týmy: červený a modrý.
- Capture The Flag (CTF)
  - Team Deathmatch s vlajkami. Hra spočívá ve vlajkách umístěnými v základnách. Hráč musí vzít soupeřovu vlajku a donést ji k vlastní, tím získá bod pro svůj tým. Soupeřova vlajka musí být na svém místě, jinak není možné bod získat.
- 1-Flag CTF (1FCTF, pouze Premium a Pro účty)
  - Capture the flag se třemi vlajkami. V základnách obou týmů je vlajka, červená a modrá, uprostřed arény je vlajka bílá. Cílem hry je dostat bílou vlajku k soupeřově.
- Harvester (HAR, pouze Premium a Pro účty)
  - Hra disponuje s obeliskem v obou základnách (červený a modrý) a neutrálním obeliskem uprostřed arény. Za každý frag vypadne z neutrálního obelisku lebka barvy soupeřova týmu. Cílem hry je donést daný počet lebek k soupeřovu obelisku. Počet je obvykle omezen limitem, někdy se hraje na čas (kdo donese víc). Za každou donesenou lebku dostane tým bod.
- Clan Arena (CA)
  - Vylepšený Team Deathmatch. Hráč může používat rocketjump nebo šplhat s Plasma Gunem bez úbytku života a brnění. Hra rozdělena do „setů“.
- Freezy Tag (FT, pouze Premium a Pro účty)
  - Vylepšený Team Deathmatch. Je to klasické TDM, ale místo zabíjení se zde mrazí. Zabitím protivníka zmrazíte, ale ostatní protivníci ho mohou znovu rozmrazit. Bod získává ten tým, který zmrazí všechny protivníky.
- Domination (DOM, pouze Premium a Pro účty)
  - V aréně je postaveno několik základních neutrálních míst, které je nutno zabrat Vaším týmem a hlídat. Zabráním místa získává tým body. Nehlídané místo může soupeř snadno přebrat. Limit je nastaven běžně na 200 a více bodů.
- Attack & Defend (AD, pouze Premium a Pro účty)
  - Capture The Flag smíchaný s Clan Arena. Krádeží vlajky získává tým bod, donesením soupeřovy vlajky nebo úspěšnou obranou vlastní vlajky tým získává body dva. Cílem je nabrat co nejvíce bodů donášením soupeřovy vlajky a bráněním vlajky vlastní.
- Red Rover (RR, pouze Premium a Pro účty)
  - Team Deathmatch s funkcí jakési „přetahované“. Fragem soupeře docílíte jeho přeskočení k Vašemu týmu. Cílem hry je přesunout všechny soupeře k Vám.